# Майлікент
Майліке́нт (каз. Майлыкент) — село у складі Тюлькубаського району Туркестанської області Казахстану. Входить до складу Кемербастауського сільського округу.
Населення — 236 осіб (2021; 192 у 2009, 230 у 1999, 251 у 1989).